# Mick Lally
Michael "Mick" Lally ( Tourmakeady, 10 november 1945 - Dublin, 31 augustus 2010) was een Ierse acteur. Hij is bekend om zijn rol als Miley Byrne in de televisiesoap Glenroe en als stemacteur voor Brother Aidan in de Oscar-winnende film The Secret of Kells.. Hij was tot aan zijn dood getrouwd met Peige Lally en had met haar 3 kinderen (een meisje en twee jongens). Hij stierf aan hartfalen als gevolg van emfyseem.

## Filmografie
- Poitín, (1978)
- Roma, (1979)
- Our Boys, (1981)
- I Angel, (1982)
- The Outcasts, (1982)
- The Ballroom of Romance, (1982)
- A Painful Case, (1984)
- The Fantasist, (1986)
- That's All Right, (1989)
- Upon My Word, (1989)
- Fools of Fortune, (1990)
- Horse, (1993)
- The Secret of Roan Inish, (1994)
- A Man of No Importance, (1994)
- Misteach Baile Ath Cliath, (1994)
- Circle of Friends, (1995)
- How to Cheat in the Leaving Certificate, (1997)
- Alexander, (2004)
- The Halo Effect, (2004)
- Middletown, (2006)
- Bua, (2007)
- The Secret of Kells, (2009)
- Cairdeas, (2010)
- Snap, (2010)
- Passing, (2010)

## Televisieseries
- Bracken, (1980-1982)
- Strumpet City, (1980)
- The Year of the French, (1982)
- The Irish R.M., (1983)
- Glenroe, (1992-1999)
- Scarlett, (1994)
- Ballykissangel, (2001)